# 阿尔贝根
阿尔贝根（德語：Aarbergen，發音：[ˈaːɐˌbɛʁɡn̩]）是德国黑森州达姆施塔特行政区莱茵高-陶努斯县的市镇，面积33.97平方千米，2023年12月31日人口为6,334人。